# Pico Rousseau

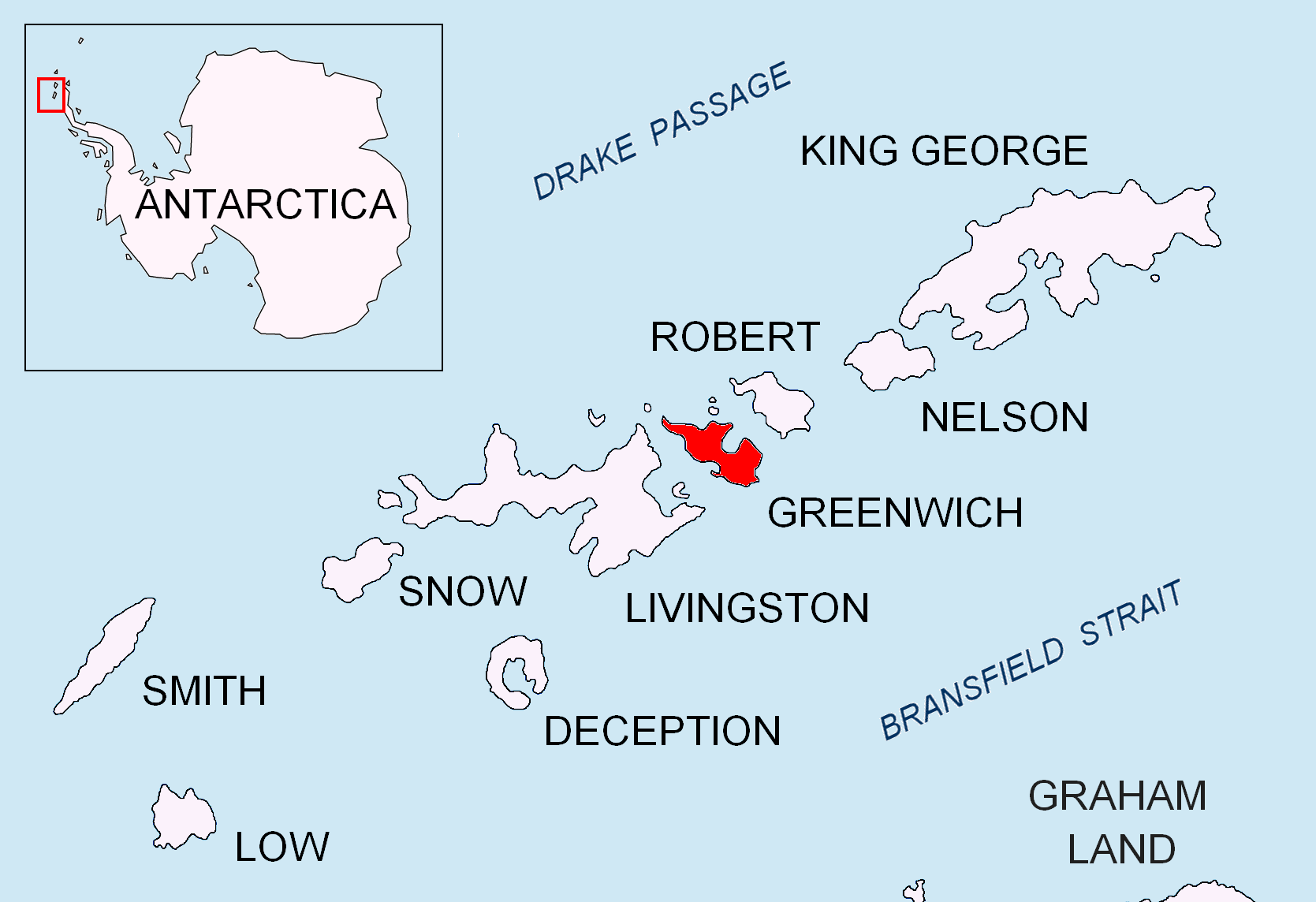
Localização da Ilha Greenwich nas Ilhas Shetland do Sul.

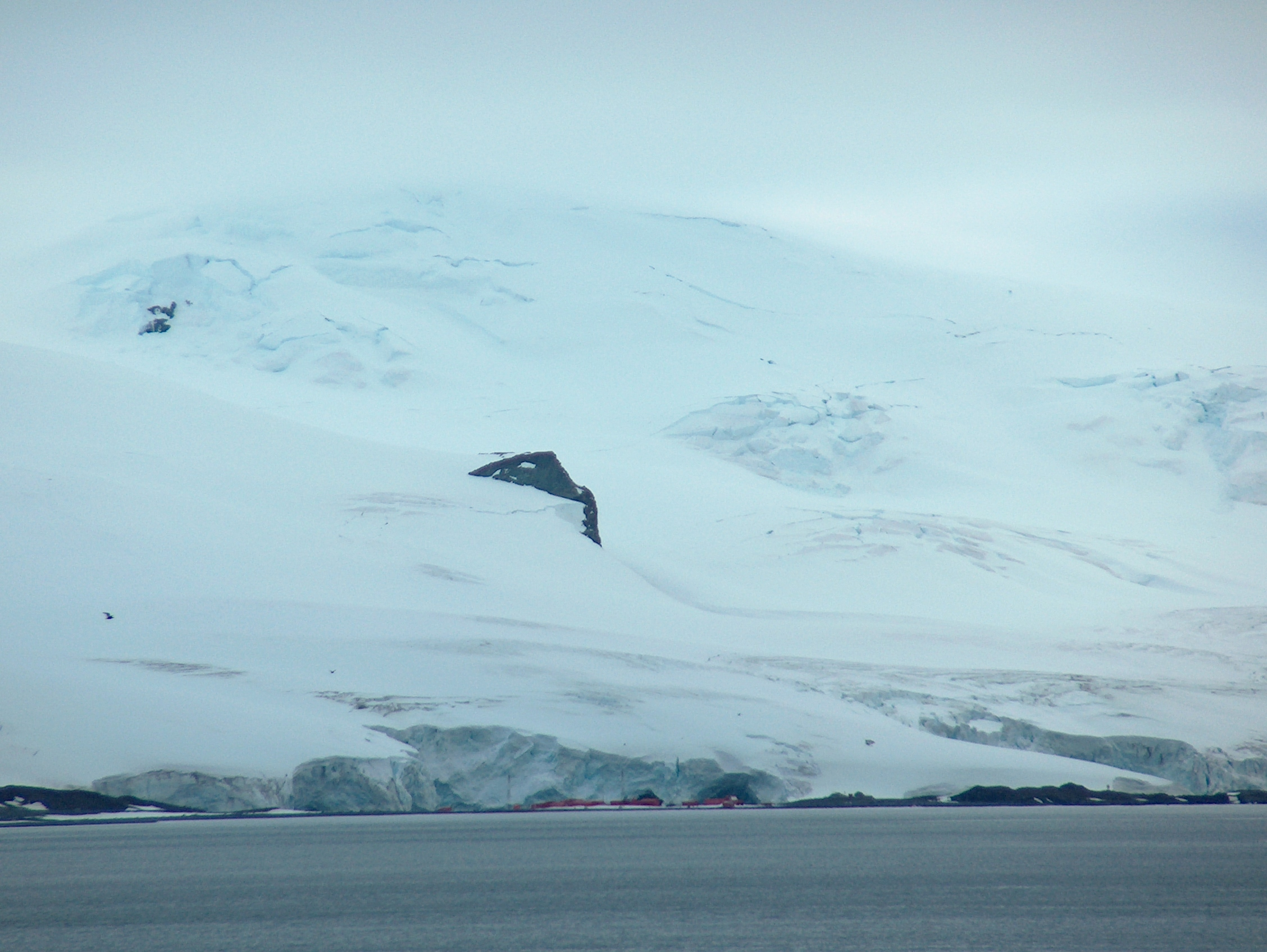
Pico Rousseau (se erguendo da Geleira Fuerza Aérea) do Estreito Inglês, com Base Arturo Prat em primeiro plano.

Pico Rousseau é um pico que atinge 272 m de altitude, no norte das Elevações Breznik, Ilha Greenwich nas Ilhas Shetland do Sul, na Antártida e superando o Ponto Sotos do oeste-noroeste e a Geleira Fuerza Aérea ao norte, oeste e sul. Tem ladeiras íngremes e a parte a oeste é rochosa.
O pico recebeu o nome do Tenente Comandante Óscar Rousseau, oficial da Marinha argentina que se juntou à Expedição Antártica Chilena de 1947 como convidado do Governo do Chile.

## Localização
O pico está a 1,87 km a sul-sudoeste de López Nunatak, a 4,61 km a oeste da Serrania Bogdan, a 3,81 km a norte-noroeste da Lyutitsa Nunatak e a 2,12 km a leste do Ponto Ferrer (mapeamento britânico em 1968 e búlgaro em 2005 e 2009).

## Mapas
- L.L. Ivanov et al. Antarctica: Livingston Island and Greenwich Island, South Shetland Islands. Scale 1:100000 topographic map. Sofia: Antarctic Place-names Commission of Bulgaria, 2005.
- L.L. Ivanov. Antarctica: Livingston Island and Greenwich, Robert, Snow and Smith Islands. Escala 1:120000 mapa topográfico.  Troyan: Fundação Manfred Wörner, 2009.